# Caps (esport)
Pour les articles homonymes, voir CAPS.
Rasmus Winther, plus connu sous le pseudonyme de Caps ou caPs, est un joueur danois de League of Legends évoluant au poste de midlaner pour le club de G2 Esports.
Il a remporté à quatorze reprises la League of Legends European Championship (LEC) et a été désigné meilleur joueur de la ligue à trois reprises. Il compte plusieurs participations au championnat du monde de League of Legends. 

## Biographie
Rasmus Winther grandit dans une famille connaissant le milieu de l'esport. Son frère aîné, Christopher « Ryze » Winther, est un joueur professionnel de Dota 2 entre 2012 et 2017.
Caps se fait une réputation sur le mode de jeu individuel, grimpant dans les classements à l'âge de 15 ans et se fait repérer par la petite structure Enigma Esports. En 2016, il est recruté par Fnatic et est immédiatement dans la tourmente, son comportement toxique sur le jeu est critiqué sur Twitter.
En 2018, Caps remporte les segments de printemps et d'été avec Fnatic. Qualifié pour le championnat du monde de League of Legends, il impressionne dans le parcours de l'équipe européenne jusqu'à la finale. Avec un style de jeu rapide, méthodique et agressif, le joueur danois est alors surnommé « Baby Faker » pour ses qualités mécaniques,.
En décembre 2018, Caps rejoint G2 Esports en remplacement de Luka « Perkz » Perković. Son équipe enchaîne les titres toute la saison 2019 jusqu’à être favori pour les championnats du monde en fin d'année,. Meilleur joueur du Mid-Season Invitational, il montre tout son potentiel, notamment dans la victoire contre Team Liquid dans la finale internationale la plus rapide du jeu.
Pour les deux années suivantes, Caps et G2 dominent la scène européenne en gagnant 4 fois la ligue européenne mais peine contre les équipes asiatiques lors des tournois internationaux,.
2021 est une année blanche pour G2 et Caps qui est à un de ses niveaux les plus bas depuis ses débuts mais revient en 2022 en gagnant le segment de printemps puis celui d'hiver et d'été 2023 avec son équipe. Il remporte également tout les segments de LEC sur l'année 2024.